# بيتي رولاند
بيتي رولاند (بالإنجليزية: Betty Roland)‏ (22 يوليو 1903 في أستراليا - 12 فبراير 1996، سيدني في أستراليا)؛ مؤلِّفة، كاتِبة مسرحية، صحفية وروائية أسترالية.

## روابط خارجية
- بيتي رولاند على موقع IMDb (الإنجليزية)
- بيتي رولاند على موقع قاعدة بيانات الفيلم (الإنجليزية)